# 1,6-Diiodohexane
Le 1,6-diiodohexane est un composé organique iodé, un iodoalcane. C'est le dérivé de l'hexane qui possède deux atomes d'iode sur chacun des deux atomes de carbone qui sont aux extrémités de sa chaîne carbonée.

## Synthèse
Le 1,6-diiodohexane est formé via la réaction entre le 1,6-hexanediol, le phosphore rouge et de l'iode élémentaire. Une autre possibilité est la réaction de Finkelstein du 1,6-dibromohexane avec de l'iodure de sodium, NaI :
{\displaystyle \mathrm {Br{-}(CH_{2})_{6}{-}Br\ +\ 2\ NaI\ \longrightarrow \ } } {\displaystyle \mathrm {I{-}(CH_{2})_{6}{-}I\ +\ 2\ NaBr} }

## Utilisation
Les substituants iodo aux extrémités de la chaîne alkyle étant d'excellents groupes partants, le 1,6-diiodohexane est un très bon composé de départ pour, par réaction de substitution avec des nucléophiles, synthétiser divers dérivés 1,6 de l'hexane. Ainsi le 1,6-diiodohexane, comme le peut aussi le  1,6-dibromohexane, est utilisé pour la synthèse du thiépane (en), l'analogue de l'oxépane avec un atome de soufre en lieu et place de l'atome d'oxygène. Pour cela, il est mis à réagir avec du sulfure de potassium, K2S :
{\displaystyle \mathrm {I{-}(CH_{2})_{6}{-}I\ +\ K_{2}S\ \longrightarrow \ C_{6}H_{12}S\ +\ 2\ KI} }